# Kanton Heyrieux
Kanton Heyrieux (fr. Canton d'Heyrieux) je francouzský kanton v departementu Isère v regionu Rhône-Alpes. Skládá se z osmi obcí.

## Obce kantonu
- Charantonnay
- Diémoz
- Grenay
- Heyrieux
- Oytier-Saint-Oblas
- Saint-Georges-d'Espéranche
- Saint-Just-Chaleyssin
- Valencin